# Valentina Nafornița

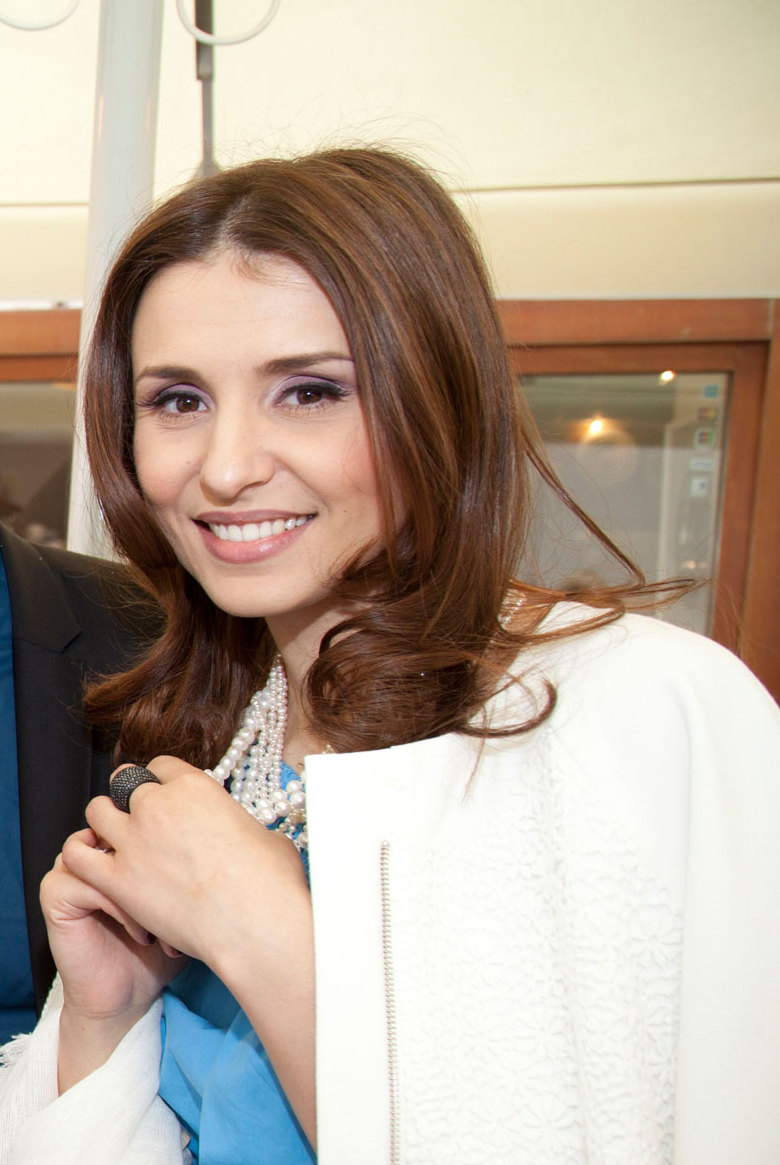
Valentina Nafornița (2015)

Valentina Nafornița (* 10. Juni 1987 in Cuhnești, Rajon Glodeni) ist eine moldauische Opernsängerin (Sopran), die bis 2019 dem Ensemble der Wiener Staatsoper angehörte. Sie ist nunmehr freiberuflich tätig.

## Leben und Werk
Nafornița lernte als Kind Gesang, Violine und Tanz. Sie studierte unter anderem am Stefan Neaga Konservatorium in Chișinău und an der Nationalen Musikuniversität Bukarest. Sie ist Preisträgerin mehrerer internationaler Wettbewerbe, unter anderem gewann sie als bislang jüngste Teilnehmerin den BBC Cardiff Singer of the World Wettbewerb, erhielt dort auch den Dame Joan Sutherland Publikumspreis und war Finalistin beim Lied-Preis.
Seit Herbst 2011 ist Nafornița Ensemblemitglied der Wiener Staatsoper, wo sie als Papagena in der Zauberflöte debütierte und in der Folge eine Vielzahl kleinerer und mittlerer Rollen übernahm, darunter die 2. Magd in Daphne, die Voce dal cielo im Don Carlos oder eines der Sechs Mädchen von Mahagoni in Aufstieg und Fall der Stadt Mahagonny. Im Oktober 2012 übernahm sie erstmals die Marzelline im Fidelio und im Dezember desselben Jahres die Musetta in La Bohème. Auch anlässlich der Eröffnung des Wiener Opernballs 2013 und 2018 sang Nafornița. Im Januar 2014 sang sie erstmals an der Staatsoper die Gilda im Rigoletto, im April die Adina in L’elisir d’amore, im Mai die Servilia in La clemenza di Tito und im Juni die Pamina in der Zauberflöte. Auch vertrat sie die Staatsoper auf Tournee-Aufführungen in Hamburg und Japan. Im April 2015 sang sie erstmals in einer zentralen Premiere im Haus am Ring eine Hauptrolle, die Norina im Don Pasquale, inszeniert von Irina Brook, dirigiert von Jesús López Cobos.
Im November 2012 debütierte die Sängerin an der Mailänder Scala als Gilda im Rigoletto unter Gustavo Dudamel. Im August 2013 debütierte sie in einer Produktion der Opera de Lyon beim Edinburgh Festival, als Marzelline im Fidelio, und bekam exzellente Kritiken. Im Herbst folgten Debüts an der Staatsoper Unter den Linden in Berlin als Oscar in Un ballo in maschera und an der Bayerischen Staatsoper in München als Einspringerin in der Rolle der Gilda.

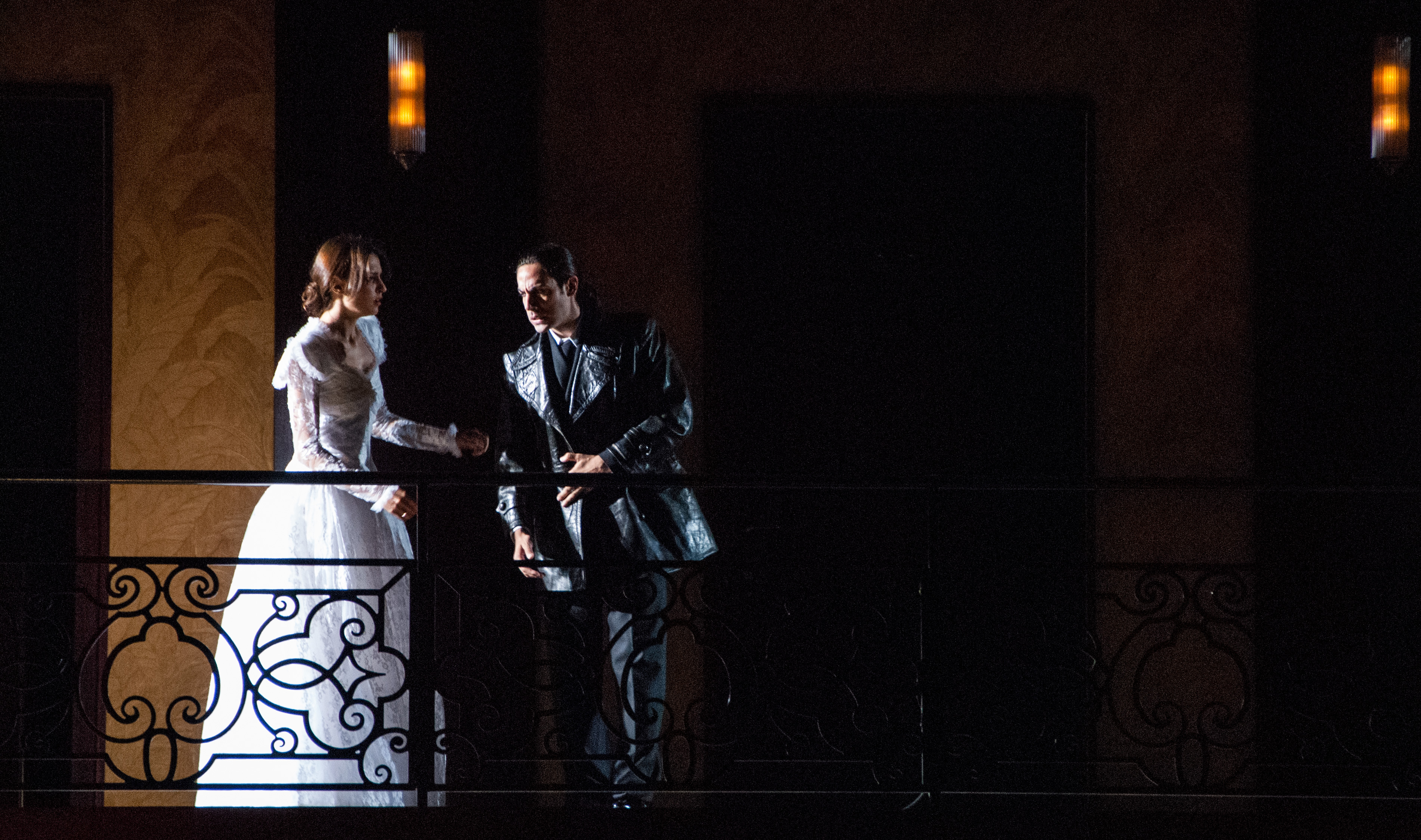
Don Giovanni (Salzburger Festspiele 2014)
mit Ildebrando D’Arcangelo in der Titelpartie

Im Februar 2013 debütierte die Künstlerin mit einem Liederabend im Wiener Musikverein, im April sang sie Musetta konzertant in Amsterdam. Mit dem BBC Concert Orchestra unternahm sie, ebenfalls 2013, eine China-Tournee. Im Jahr darauf sang sie Galakonzerte mit Elīna Garanča im Stift Göttweig und in Kitzbühel, sowie mit Rolando Villazón im dänischen Aalborg. 2014 gab sie ihr Debüt bei den Salzburger Festspielen als Zerlina in Don Giovanni. und 2016 in Paris in der Rolle von Sophie (Werther) am Théâtre des Champs-Elysées gemeinsam mit Juan Diego Flórez und Joyce DiDonato. 2017 debütierte sie als Adina an der Staatsoper Hamburg. In der folgenden Saison, im September desselben Jahres, feierte Nafornița ihr Debüt auch an der Opéra national de Paris als Valencienne in Die lustige Witwe. Sie kehrte im November 2017 als Servilia in La clemenza di Tito, 2018 als Adina in L’elisir d’amore und 2019 in der Titelrolle in Jolanthe in die französische Hauptstadt zurück.
Im Jahr 2018 gab Nafornița ihr Debüt am Teatro dell’Opera di Roma als Musetta (La Bohème) sowie ihr Rollen- und Haus-Debüt als Fiordiligi in Così fan tutte an der Opéra de Lausanne. Letzteres wurde auf Arte ausgestrahlt und zählte 2018 zu einer der meistgesehenen Opern auf der Online-Plattform des Senders.
Zweimal wurde Nafornița eingeladen, an dem im Fernsehen übertragenen Weihnachtskonzert in Wien in den Jahren 2015 und 2018 teilzunehmen, welches auf ORF III und Arte ausgestrahlt wurde.
Höhepunkte ihrer Saison 2019/20 waren ein Rollendebüt als Helena in Brittens Sommernachtstraum, Norina in Don Pasquale, Susanna in Le Nozze di Figaro und ein Rollendebüt als Irina in Tri Sestri., alle an der Wiener Staatsoper, und Adina in L'elisir d'amore an der Opéra de Lausanne und am Nationaltheater Mannheim
Ihr Debütalbum Romance erschien am 10. Januar 2020 beim Label Outhere Music.

## Privatleben
Nafornița lebte bis 2020 mit ihrem Mann, dem Bariton Mihai Dogotari, in Wien. Danach kehrte sie nach Chișinău zurück. Die Scheidung wurde angekündigt. Sie ist die Schirmherrin von CCF Moldova, einer Organisation, die Kindern in Not in ihrer Heimat Moldawien hilft. Im August 2023 heiratete sie den Dirigenten und Komponisten Cristian Spătaru, im November 2023 wurde sie Mutter eines Sohnes.

## Auszeichnungen
- 2011 BBC Cardiff Singer of the World – Erster Preis und Publikumspreis
- Orange Preis für junge Musiker
- Young Opera Singers of Europe-Wettbewerb
- Hariclea Darclée-Wettbewerb

## Aufnahmen
- Romance, Münchner Rundfunkorchester unter der Leitung von Keri-Lynn Wilson, Outhere Music, 2020[9]
- Hans Zimmer – Filmmusik: The World Of Hans Zimmer, ORF Radio-Symphonieorchester Wien unter der Leitung von Martin Gellner, Sony Classical, 2019[13]
- Mozart: Don Giovanni (DVD), in der Rolle der Zerlina, Salzburger Festspiele mit den Wiener Philharmonikern unter Leitung von Christoph Eschenbach, EuroArts, 2015[14]